# Evan Mecham
Pour les articles homonymes, voir Mecham.
Evan Mecham, né le 12 mai 1924 à Duchesne (Utah) et mort le 21 février 2008 à Phoenix (Arizona), est un homme politique américain membre du Parti républicain, gouverneur de l'Arizona de 1987 à 1988.
Vétéran de la Seconde Guerre mondiale élu au Sénat de l'Arizona en 1962, Mecham est le premier gouverneur à avoir dû faire face simultanément à un référendum révocatoire, à un procès pour obstruction à la justice et faux témoignage, et à une procédure de l'impeachment. Il est aussi le premier gouverneur à avoir été finalement destitué suivant cette procédure.
Il est enterré dans le cimetière national commémoratif de l'Arizona.